# Паквокі (Вісконсин)
Паквокі (англ. Packwaukee) — місто (англ. town) в США, в окрузі Маркетт штату Вісконсин. Населення — 1469 осіб (2020).

## Демографія
Згідно з переписом 2010 року, у місті мешкало 1416 осіб у 638 домогосподарствах у складі 413 родин. Було 1069 помешкань
Расовий склад населення:
| - 98,4 % — білих - 0,4 % — корінних американців - 0,3 % — чорних або афроамериканців - 0,1 % — азіатів |

До двох чи більше рас належало 0,6 %. Частка іспаномовних становила 2,5 % від усіх жителів.
За віковим діапазоном населення розподілялося таким чином: 16,8 % — особи молодші 18 років, 61,2 % — особи у віці 18—64 років, 22,0 % — особи у віці 65 років та старші. Медіана віку мешканця становила 49,6 року. На 100 осіб жіночої статі у місті припадало 105,2 чоловіків;  на 100 жінок у віці від 18 років та старших — 104,9 чоловіків також старших 18 років.
Середній дохід на одне домашнє господарство  становив 53 335 доларів США (медіана — 46 250), а середній дохід на одну сім'ю — 64 101 долар (медіана — 56 000). Медіана доходів становила 40 781 долар для чоловіків та 32 083 долари для жінок. За межею бідності перебувало 15,3 % осіб, у тому числі 38,7 % дітей у віці до 18 років та 7,1 % осіб у віці 65 років та старших.
Цивільне працевлаштоване населення становило 538 осіб. Основні галузі зайнятості: виробництво — 25,5 %, освіта, охорона здоров'я та соціальна допомога — 17,7 %, роздрібна торгівля — 11,0 %, публічна адміністрація — 8,9 %.